# Formació de Kaili
La Formació de Kaili és una formació estratigràfica que es va dipositar durant el Cambrià Inferior i Mitjà (fa ~ 513-506.000.000 d'anys). La formació és d'aproximadament 200 metres de gruix i porta el nom de la ciutat de Kaili a la província de Guizhou, al sud-oest de la Xina.
L'ambient de dipòsit de la formació Kaili no es coneix del tot, i hi ha dues hipòtesis per a la seva formació. Pot haver estat un ambient marí costaner amb nivells "normals" d'oxigenació; o pot haver estat un entorn d'aigües profundes més lluny de la riba, a la plataforma continental oberta; en aquesta configuració l'oxigen no estaria disponible per sota de les capes de la superfície del sediment dipositat. Les associacions fòssils traça en la formació suggereixen que estava per sota de la base d'ona i era raonablement ben oxigenada.
La Formació de Kaili es subdivideix en tres zones de trilobits:
- Zona de Bathynotus holopygous–Ovatoryctocara granulata
- Zona d'Oryctocephalus indicus
- Zona d'Olenoides jialaoensis[2]